# Puig Penjat (Sant Joan de les Abadesses)
El Puig Penjat és una muntanya de 1.037 metres que es troba al municipi de Sant Joan de les Abadesses, a la comarca catalana del Ripollès.